# Prezydenci Togo
| Osoba | Osoba   | Osoba                            | Kadencja         | Kadencja         | Partia polityczna |
| #     | Portret | Imię i nazwisko                  | Od               | Do               | Partia polityczna |
| ----- | ------- | -------------------------------- | ---------------- | ---------------- | ----------------- |
| 1     |         | Sylvanus Olympio (1902–1963)     | 27 kwietnia 1960 | 13 stycznia 1963 | CUT               |
| -     |         | Emmanuel Bodjollé (1928–)        | 13 stycznia 1963 | 15 stycznia 1963 | wojskowy          |
| 2     |         | Nicolas Grunitzky (1913–1969)    | 16 stycznia 1963 | 13 stycznia 1967 | PTP               |
| -     |         | Kléber Dadjo (1914–1989)         | 14 stycznia 1967 | 14 kwietnia 1967 | wojskowy          |
| 3     |         | Gnassingbé Eyadéma (1937–2005)   | 14 kwietnia 1967 | 5 lutego 2005    | wojskowy/RPT      |
| 4     |         | Faure Gnassingbé (1966–)         | 5 lutego 2005    | 25 lutego 2005   | RPT               |
| -     |         | Bonfoh Abbass (1948–2021)        | 25 lutego 2005   | 4 maja 2005      | RPT               |
| (4)   |         | Faure Gnassingbé (1966–)         | 4 maja 2005      | 3 maja 2025      | UNIR              |
| 5     |         | Jean-Lucien Savi de Tové (1939–) | 3 maja 2025      | nadal            | CPP               |